# Diego Cervero
Diego Cervero Otero (Oviedo, Asturias, 13 de agosto de 1983) es un exfutbolista y médico español que actualmente integra el equipo de los Servicios Médicos del primer equipo del Real Oviedo. 
Es un ídolo del oviedismo, ya que fue clave durante los peores años del Real Oviedo en Segunda B y Tercera. Así se convirtió en el tercer máximo goleador histórico del Real Oviedo. También es, con 143 goles, el octavo máximo anotador histórico de la Segunda División B.

## Trayectoria
Su llegada al primer equipo del Real Oviedo se produjo en los tiempos de su caída a la Tercera división española, sin jugadores y al borde de la desaparición. Hasta ese momento Diego Cervero formaba parte de la plantilla del Real Oviedo "B", donde disputó con apenas 19 años una fase de ascenso a Segunda División B.
Debutó en partido oficial con el Real Oviedo el 7 de septiembre de 2003, a las órdenes de Antonio Rivas y frente al Pumarín, con resultado final de 0-0. Durante la temporada 2003/04 disputa 29 partidos de Liga (Tercera División), 16 de ellos como titular; anotando 10 tantos. Destacó especialmente su estreno goleador en Pola de Lena frente al Lenense, anotando los 4 tantos del equipo azul (0-4). Al final de la temporada, el esperado ascenso del equipo quedó finalmente truncado tras un trepidante partido contra el Atlético Arteixo en el que el Oviedo anotó tres goles en los últimos diez minutos y se quedó a tan solo un tanto de la Segunda B (3-2). En ese partido, Cervero salió del banquillo en el último tramo y marcó uno de los goles. Al final, fue sacado en volandas por muchos de los 25.000 aficionados que se dieron cita en el Estadio Carlos Tartiere, mientras lloraba desconsoladamente. En la rueda de prensa posterior, todavía visiblemente emocionado, declaró:

No sé si podré llevar a este equipo a Primera pero, lo que tengo muy claro es que... hasta que el Oviedo no suba a segunda B, o me muero o yo de aquí no me marcho, por mi madre y por mi padre, eso lo tengo muy claro.
Diego Cervero

Renovó su contrato para la temporada 2004/05, en la que portó el dorsal 9. Se perdió los primeros partidos de la temporada debido a una lesión, y después Antonio Rivas no confió en él para ser titular. Aun así, terminó la campaña con 38 partidos jugados (21 como titular) y 18 goles a sus espaldas, superando así con creces sus cifras de la anterior temporada. Finalmente el Real Oviedo ascendió tras una eliminatoria ante el Real Ávila que dejó sentenciada en tierras abulenses con un 1-5 ante más de 3000 oviedistas, en un partido en el que Cervero no fue convocado. Donde sí jugó fue en el partido de vuelta (2-0), durante los últimos 20 minutos en los que recibió la aclamación del público.
Tras algunas especulaciones, Cervero finalmente también estuvo presente en la plantilla del Real Oviedo 2005/06, para afrontar el nuevo reto de la Segunda B. Pero las cosas son distintas y, aunque el joven canterano no disfrutó apenas de minutos de juego, anotó algunos goles decisivos para el equipo. Además, por primera vez es elegido como primer capitán de la plantilla. En verano de 2006 fue apartado de la plantilla oviedista y tras pasar la temporada estival sin equipo, tuvo un paso fugaz por el Oldham Athletic, de la Tercera División inglesa. Finalmente ese año recaló en la Unión Deportiva Marbella, de la Segunda División B. En el equipo malacitano apenas disfrutó de minutos de juego y a mitad de temporada fichó por el Club Deportivo Lealtad de la Tercera División, equipo con el que llegó a disputar la fase de ascenso a Segunda División B.
Debido a su buena temporada en Villaviciosa, Diego regresa al Real Oviedo en junio de 2007, en la que fue su segunda etapa en el equipo, que en aquel momento competía de nuevo en Tercera División. 
Cervero terminó la temporada 2007/08 como pichichi de la tercera división grupo 2 con 26 goles, ayudando así al Real Oviedo a clasificarse para la fase de ascenso a Segunda División B, en la que caería eliminado contra el Caravaca Club de Fútbol.
En la temporada 2008/2009 fue pichichi otra vez con 35 goles, superando ampliamente los antiguos registros y consiguiendo el ascenso a Segunda División B frente al Mallorca B. En julio de 2009 rechaza la oferta de renovación del Real Oviedo por dos temporadas ya que él quería tres aludiendo que necesitaba estabilidad laboral. Por aquellas fechas comentó que si el Oviedo no le ofrecía un contrato por tres temporadas se dedicaría a estudiar el MIR. Si bien es cierto que nunca dejó la puerta cerrada a otro equipo que le ofreciera esa estabilidad. Días más tarde se anuncia su fichaje por el recién creado equipo de la Unión Deportiva Logroñés, de Segunda B, que le ofrecía tres temporadas de contrato.
En el cómputo global le fue muy bien durante los tres años siguientes. Empezó la campaña 2009/2010 recibiendo algunas críticas por parte de un sector de la parroquia rojiblanca, pero se ganó el indulto a base de goles. En la campaña de su debut con los riojanos, Diego Cervero marcaría 13 goles. En su segunda temporada en la Unión Deportiva Logroñés, el ovetense se proclama pichichi del Grupo II de Segunda División B con 18 goles.
En abril de 2012, tras acabar la temporada como pichichi, por segunda vez consecutiva, con 20 tantos, anuncia que quiere estudiar el MIR y que si no le llega ninguna oferta interesante, se retirará para poder seguir con sus estudios y preparar la especialidad de traumatología.
La temporada 2012/2013 en la carrera futbolística de Diego Cervero estará marcada por su vuelta a su equipo del alma: a principios de julio se confirma su vuelta al Real Oviedo. Es el fichaje que esperaba la afición de la capital del Principado. Su pasión por el color azul y la posibilidad de seguir preparándo el MIR abrieron las puertas del regreso a casa.
La temporada 2013/2014 Diego Cervero parte como delantero titular, aunque su rendimiento fue decayendo en consonancia con el del equipo, viéndose relegado al banquillo, y apareciendo como revulsivo en los minutos finales de los encuentros. Pese a todo y en la temporada de más exigencia del equipo carbayón, y que finalmente acaba en estrepitoso fracaso, Diego Cervero juega un total de 33 partidos convirtiendo 12 tantos.
Para la campaña 2014/2015 el futuro de Diego Cervero estaba en el aire hasta la llegada del nuevo entrenador. Una temporada,en la que el máximo accionista del club, el Grupo Carso, interviene en la planificación deportiva.
Diego Cervero, demuestra su compromiso fiel hacia el oviedismo aceptando una rebaja del 30% en su sueldo para seguir en el Oviedo. Esa temporada el equipo se proclama Campeón de su grupo con la participación del 9 en un segundo plano. 
En los play-offs de ascenso contra el Cádiz CF, el conjunto andaluz se adelanta en el Tartiere y el técnico del Real Oviedo Sergio Egea recurre al ariete para los últimos minutos. Al poco de salir al campo manda un cabezazo a la red tras un centro de Borja Valle.
Tras su debut en el fútbol profesional en la Segunda División con el Real Oviedo en la temporada 2015-16 y su poca participación durante esa campaña, decide abandonar el club azul y fichar por el C. F. Fuenlabrada de la Segunda B en la temporada 2016-17.
El 31 de julio de 2017 ficha por el Club Deportivo Mirandés, del Grupo II de la Segunda División B. Diego Cervero marca en su primer partido oficial contra el Leioa, y en la Jornada 2 consigue el primer gol del partido que enfrenta al CD Mirandés contra el Sporting de Gijón B, filial de su equipo rival de toda la vida, acaba la temporada con 25 goles a sus espaldas superando su registro anterior en la temporada 2012/13.
El Mirandés, a 30 de agosto de 2018, decide rescindir la relación contractual con el hasta ahora jugador rojillo, en un comunicado publicado en la página web del club burgalés. El 6 de septiembre ficha por el Burgos CF. Finalmente, se retiró en 2022 cuando militaba en el C. D. Numancia, tras pasar por el C. D. Atlético Baleares, Barakaldo C. F. y Atlético Sanluqueño C. F..
El futbolista comenzó a dedicarse profesionalmente a la medicina deportiva una vez puso fin a su carrera futbolística, ya que se había graduado de joven en medicina por la Universidad de Oviedo. Comenzó como médico del Atlético Sanluqueño, para en verano de 2024 volver al Real Oviedo, esta vez como miembro de los servicios sanitarios del club.

## Clubes
| Club                      | País       | Año       |
| ------------------------- | ---------- | --------- |
| Real Oviedo               | España     | 2003-2006 |
| Oldham Athletic A. F. C.  | Inglaterra | 2006      |
| U. D. Marbella            | España     | 2006      |
| C. D. Lealtad             | España     | 2007      |
| Real Oviedo               | España     | 2007-2009 |
| U. D. Logroñés            | España     | 2009-2012 |
| Real Oviedo               | España     | 2012-2016 |
| C. F. Fuenlabrada         | España     | 2016-2017 |
| C. D. Mirandés            | España     | 2017-2018 |
| Burgos C. F.              | España     | 2018-2019 |
| C. D. Atlético Baleares   | España     | 2019-2020 |
| Barakaldo C. F.           | España     | 2020      |
| Atlético Sanluqueño C. F. | España     | 2020-2022 |
| C. D. Numancia            | España     | 2022      |

## Palmarés

### Títulos nacionales
| Título                      | Club        | País   | Año     |
| --------------------------- | ----------- | ------ | ------- |
| Tercera División (grupo II) | Real Oviedo | España | 2003-04 |
| Tercera División (grupo II) | Real Oviedo | España | 2004-05 |
| Tercera División (grupo II) | Real Oviedo | España | 2007-08 |
| Tercera División (grupo II) | Real Oviedo | España | 2008-09 |
| Segunda B                   | Real Oviedo | España | 2014-15 |

### Distinciones individuales
| Distinción                                         | Año                       |
| -------------------------------------------------- | ------------------------- |
| Máximo goleador del grupo II de Tercera División   | 2004-05, 2007-08, 2008-09 |
| Máximo goleador del grupo II de Segunda División B | 2010-11, 2011-12, 2017-18 |